# Qarah Aghaj
Qarah Aghaj (en persan : قره آغاج) est une ville située dans la province d'Azerbaïdjan oriental, dans le nord-ouest de l'Iran.